# قوس الجيب
في الرياضيات، دالة قوس الجيب (بالإنجليزية: Arcsine)‏ لعدد حقيقي المحصور بين –1 و 1 هي الدالة العكسية لدالة الجيب، مستقرها هو {\displaystyle \left[-{\frac {\pi }{2}},{\frac {\pi }{2}}\right]}، وحدتها هي الراديان. تسمى عملية استخدامها بتقويس الجيوب، وتعود هذه التسمية إلى عصر الحضارة الإسلامية.
الدالة التي ترفق بكل عدد حقيقي المحصور بين –1 و 1 قيمة قوس جيب الخاص به يرمز لها بـ arcsin أو sin -1. ومن ثم تكون الدالة العكسية لدالة الجيب المثلثية المقتصرة إلى المجال {\displaystyle \left[-{\frac {\pi }{2}},{\frac {\pi }{2}}\right]} .
في المَعْلم الديكارتي المتعامد الوَحْديّ للمستوي، يتم الحصول على التمثيل البياني لدالة قوس جيب الزاوية انطلاقا من التمثيل البياني لدالة الجيب المقتصرة إلى المجال {\displaystyle \left[-{\frac {\pi }{2}},{\frac {\pi }{2}}\right]} بواسطة انعكاس حول المحور ذو المعادلة y = x.

## مشتق
دالة الجيب العكسية تقبل الإشتقاق على المجال ]–1, 1[ ودالتها المشتقة هي:
{\displaystyle \arcsin 'x={\frac {1}{\sqrt {1-x^{2}}}}}

### إثبات
يمكننا كتابة مشتقة الدالة بهذه الصيغة:{\displaystyle (\arcsin x)'={d \over dx}\arcsin x}
نضع {\displaystyle \theta =\arcsin x}:
{\displaystyle {\frac {d\theta }{d\sin \theta }}={\frac {d\theta }{d\theta \cos \theta }}={\frac {1}{\cos \theta }}={\frac {1}{\sqrt {1-\sin ^{2}\theta }}}={\frac {1}{\sqrt {1-x^{2}}}}}

## تمثيل بواسطة متسلسلة
يمكننا تمثيل الدالة بواسطة متسلسلة تايلور:
إذا كانت {\displaystyle |z|\leq 1}،
{\displaystyle {\begin{aligned}\arcsin z&=z+{\frac {1}{2}}\cdot {\frac {z^{3}}{3}}+{\frac {1\cdot 3}{2\cdot 4}}\cdot {\frac {z^{5}}{5}}+{\frac {1\cdot 3\cdot 5}{2\cdot 4\cdot 6}}\cdot {\frac {z^{7}}{7}}+\dots \\&=\sum _{n=0}^{\infty }{\frac {(2n-1)!!}{(2n)!!}}\cdot {\frac {z^{2n+1}}{2n+1}}\\&=\sum _{n=0}^{\infty }{\frac {{\binom {2n}{n}}z^{2n+1}}{4^{n}(2n+1)}}.\end{aligned}}}
حيث {\displaystyle (n)!!} هو عاملي ثنائي.

## الشكل التكاملي
يمكن كتابة هذه الدالة على شكل التكامل غير المحدد :
 {\displaystyle \arcsin x=\int _{0}^{x}{\frac {1}{\sqrt {1-t^{2}}}}dt}

## المشتق العكسي

(بالأزرق) و (بالأحمر)

يتم الحصول على المشتق العكسي لدالة قوس الجيب عن طريق التكامل بالتجزئة :
{\displaystyle \int \arcsin x\,\mathrm {d} x=x\arcsin x+{\sqrt {1-x^{2}}}+C}

## العلاقة بين قوس الجيب وقوس جيب التمام
من أجل كل عدد حقيقي x محصور بين –1 و 1 : {\displaystyle \arccos x+\arcsin x={\frac {\pi }{2}}}

## على المستوي المركب

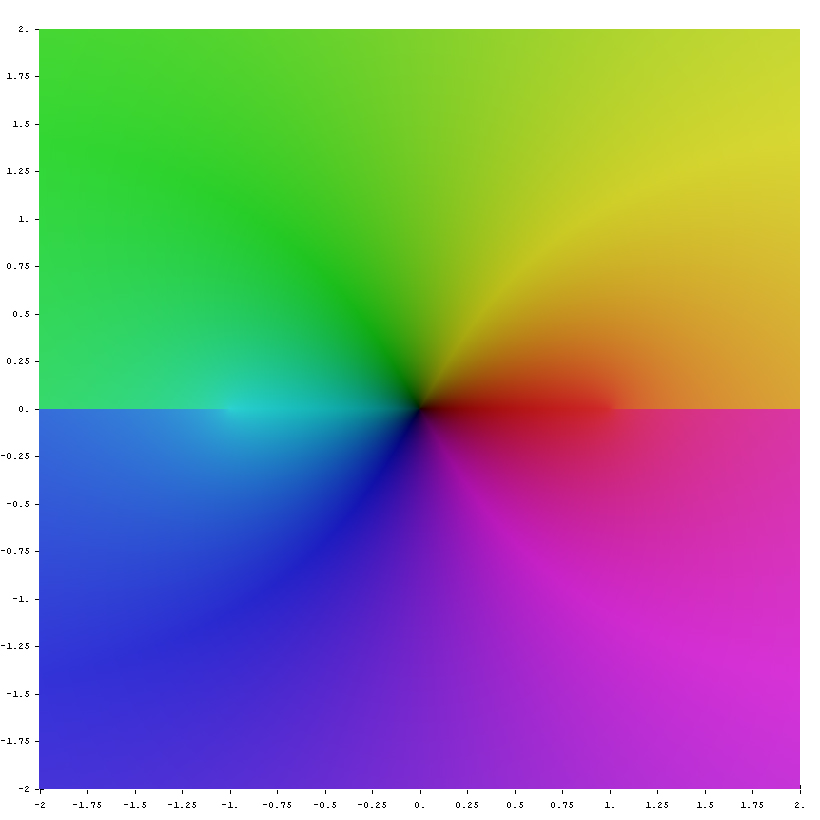
التمثيل البياني اللوني للدالة

### الشكل اللوغاريتمي
يمكننا التعبير عن دالة قوس الجيب باستخدام اللوغاريتم العقدي:
{\displaystyle \arcsin x=-i\ln \left(ix+{\sqrt {1-x^{2}}}\right)}

## طالع أيضًا
- دوال مثلثية عكسية
- دالة جيب التمام العكسية
- دالة الظل العكسية